# Адмиралтеец (клуб юных моряков)
Клуб юных моряков «Адмиралтеец» — подростково-молодёжный клуб «Центра „Адмиралтейский“ по работе с подростками и молодёжью».

## История и текущая деятельность
Клуб был создан по инициативе профсоюзного комитета и рабочих-корабелов завода «Адмиралтейские верфи» в октябре 1973 года при жилилищно-эксплуатационном управлении № 9 Ленинградского жилтреста № 1. Окончательно оформлен и торжественно открыт с принятием первыми курсантами присяги на крейсере «Аврора» 21 февраля 1974 года. Впоследствии, в 1980 году Ленгорисполкомом было принято решение о передаче КЮМ «Адмиралтеец» здания № 14 по ул. Псковская.
Клуб предоставлял внешкольную подготовку и досуг для подростков, юношей и девушек 11—18 лет, разделённых на три возрастные группы. Первым лидером клуба, руководившим им до 1987 года, и остававшимся начальником учебных плавсредств, руководителем практики и общей морской подготовки вплоть до 2005 года, стал Владимир Васильевич Будюк.
Клуб давал начальные знания по морскому и судомодельному делу, азы управления судами и подводного плавания, знакомил с историей русского флота и осуществлял патриотическое воспитание, в частности, организуя встречи курсантов с ветеранами войны и военными деятелями разного ранга, вплоть до посещения клуба в 1977 году министром внутренних дел СССР генералом Н. Щёлоковым. Устраивал летние лагеря и тренировочные плавания силами «собственного флота», включавшего несколько шлюпок и учебные суда «Юнга Балтики» и «Адмиралтеец» (название с 1976 по 2005 год по очереди носили несколько судов).
Многие воспитанники клуба в дальнейшем связали свою жизнь с морем, став морскими офицерами или специалистами на торговых и рыболовных судах. Большая часть бывших курсантов клуба ныне являются работниками ФГУП «Адмиралтейские верфи».
В настоящее время в клуб входит более 20 кружков, обслуживающих 250 подростков и охватывающих такие направления, общая морская подготовка, судомоделирование, автодело и судовождение, подводное плавание (дайвинг), водный и комбинированный туризм, оказание первой доврачебной помощи, основы выживания в экстремальных ситуациях, техника и тактика проведения водных походов, обучение рукопашному бою и морскому многоборью, начальную или более глубокую подготовку по программе юного спасателя, морского скаута, юнги, морской пехоты. Часть занятий (например, водолазная практика и гребля на шестивесельных ялах) являются сезонными. Кроме того, в клубе имеются всесезонные тренажёрный зал, электронный и стрелковый тиры, компьютерный класс и т. д. Наиболее подготовленные курсанты участвуют в дальних походах, в том числе, в 2012 году, 10 юных моряков приняли участие в кругосветном плавании на учебном парусном судне «Седов».
С 2006 года по настоящее время клубом руководит капитан 3-го ранга в отставке Николай Егорович Ксензов.